# Marit af Björkesten
Marit Valentina af Björkesten,  (ursprungligen Pennanen) född 15 augusti 1970, är en finlandssvensk journalist och mediechef. Hon leder enheten för strategi och publikrelationer vid Yle, och sitter i bolagets ledningsgrupp. af Björkesten fungerande åren 2012-2020 som direktör för Svenska Yle. Som direktör var af Björkesten ansvarig utgivare för Svenska Yle, däribland tv-kanalen Yle Fem, radiokanalerna Yle Radio Vega och Yle X3M samt Finlands största svenskspråkiga webbtjänst. Hon har även en lång karriär på Hufvudstadsbladet bakom sig där hon verkat som redaktör, ledarskribent och chef för ledaravdelningen.